# Поперечное (Хабарский район)
Попере́чное — посёлок в Хабарском районе Алтайского края России. Входит в состав Зятьково-Реченского сельсовета.

## История
Основан в 1914 году. В 1928 году деревня Попереченская состояла из 61 хозяйств, основное население — русские. В административном отношении находилась в составе Павлоградского сельсовета Хабаровского района Славгородского округа Сибирского края.

## Население
| 1997 | 1998 | 1999 | 2000 | 2001 | 2002 | 2003 |
| ---- | ---- | ---- | ---- | ---- | ---- | ---- |
| 192  | ↗194 | ↘193 | ↘191 | ↘187 | ↗189 | ↘167 |
| 2004 | 2005 | 2006 | 2007 | 2008 | 2009 | 2010 |
| ↘152 | ↘147 | ↗161 | ↗178 | ↗186 | ↘181 | ↘150 |
| 2011 | 2012 | 2013 |      |      |      |      |
| ↗154 | ↘149 | ↗156 |      |      |      |      |

## Улицы
В посёлке имеется одна улица — Центральная.